# Stroboskopeffekt
Als Stroboskopischen Effekt (im filmischen Kontext auch als Wagenradeffekt) bezeichnet man den scheinbar verlangsamten oder umgekehrten Ablauf von periodischen Prozessen, die nur zu bestimmten, regelmäßig aufeinanderfolgenden Zeitintervallen beobachtet werden, zum Beispiel mittels Lichtblitzen (Stroboskop) oder durch eine rotierende Scheibe mit Fenstern, die den Blick nur zeitweise freigeben.

## Erklärung
Wenn bei einer Sequenz von Einzelbildern diese mit ausreichender Frequenz aufeinanderfolgen, werden Bewegungen aufgrund der Beta-Bewegung als realitätsnah und kontinuierlich wahrgenommen. Im Kino beispielsweise werden 24 Bilder pro Sekunde verwendet. Die Einzelbilder werden dabei, um flimmerfrei zu wirken, jeweils zwei- bis dreimal wiederholt, das ist aber für den stroboskopischen Effekt irrelevant. Wenn auf den dargestellten Bildern ein Vorgang dargestellt wird, der eine konstante Periodendauer aufweist, kann der stroboskopische Effekt eintreten, abhängig davon, in welchem Verhältnis die Frequenzen zueinander stehen. Wenn beispielsweise bei einem Kinofilm mit 24 Bildern pro Sekunde ein Wagenrad mit 24 radialen Speichen sich in der Sekunde genau einmal dreht, so scheint das Rad stillzustehen, weil jede Speiche auf dem Folgebild genau die Position der nächsten Speiche einnimmt. Dreht sich das Rad ein bisschen langsamer, scheint es sich rückwärts zu drehen. Dreht es sich ein bisschen schneller, scheint es sich in die richtige Richtung zu bewegen, allerdings erheblich langsamer als in Wirklichkeit.

## Geschichte
Die Entdeckung des stroboskopischen Effekts geht auf eine Beobachtung des englischen Arztes Peter Marc Roget (1779–1869) zurück. Dieser sah durch die Spalten eines dunklen Zauns eine vorbeifahrende Kutsche auf der sonnenbeschienenen Straße und bemerkte, dass die Radspeichen merkwürdig gekrümmte und unbewegliche Formen annahmen. Er versuchte daraufhin, sich diese optische Täuschung zu erklären und baute ein Versuchsmodell, in dem er den Zaun durch ein mit Spalten versehenes Band und das Rad durch eine sektorenartige Öffnungen aufweisende Scheibe ersetzte. Beim Blick durch die Spalten des Bandes auf die sich drehende Scheibe sah er seine Beobachtung bestätigt. Er erklärte dieses Phänomen zeichnerisch und rechnerisch und veröffentlichte seine Erkenntnisse 1825.
Der belgische Physiker Joseph Plateau machte sich diese Erkenntnisse als erster zur Imitation von Bewegungsabläufen zunutze und konstruierte das Phenakistiskop, das auf der sich drehenden Kreisscheibe 16 Zeichnungen beinhaltete, die einen Bewegungsablauf imitierten. Der österreichische Geodät Simon Ritter von Stampfer wiederum brachte die ähnlich funktionierenden Zauberscheiben, auch „optische Zauberscheiben“ oder „stroboskopische Zauberscheiben“ genannt, auf den Markt. Da sich seine Kreation weiter verbreitete, setzte sich letztendlich auch seine Bezeichnung der „stroboskopischen Scheibe“, die später zu „Stroboskop“ vereinfacht wurde, durch.

## Beispiele

### Maschinen
Der stroboskopische Effekt wird in vielen Bereichen der Technik angewandt, um schnell ablaufende Prozesse verlangsamt oder als stehendes Bild sichtbar zu machen. Beispielsweise können Schwingungen von Bauteilen dadurch beobachtet werden, oder man beobachtet rotierende Teile (Wellen, Zahnräder) im Betrieb.
Gefährlich ist der Effekt bei der Arbeit an Maschinen mit sich bewegenden Teilen, wenn die Beleuchtung flimmert. Das ist üblicherweise der Fall bei Leuchtstofflampen oder anderen Gasentladungslampen mit konventionellem Vorschaltgerät. Bei diesen schwankt der Lichtstrom im doppelten Rhythmus der Netzwechselspannung (also 100 bzw. 120 Hz entsprechend einer Netzfrequenz von 50 oder 60 Hz). Das kann dazu führen, dass die Drehung oder die Drehrichtung rotierender Teile falsch eingeschätzt wird. Aufgrund der damit verbundenen Unfallgefahr müssen hier Glühlampen oder andere wenig oder nicht flimmernde Lichtquellen (zum Beispiel Leuchtstofflampen bzw. Energiesparlampen mit elektronischen Vorschaltgeräten) eingesetzt werden. Eine weitere Möglichkeit, diesen Effekt zu verhindern, bietet der Anschluss der Beleuchtungsanlage an die drei verschiedenen Außenleiter, da hier die Schwingungen der Netzfrequenz eine Phasenverschiebung von 120° aufweisen, oder die sogenannte Duoschaltung, welche eine Phasenverschiebung von 90° ermöglicht.

### Nachrichtentechnik
In der Nachrichtentechnik ist der Stroboskopeffekt ein unerwünschter Effekt, der oft auftritt, wenn beim Abtasten eines Signals (Sampling) das Nyquist-Shannon-Abtasttheorem nicht eingehalten wurde (undersampling).
Wird nun versucht, das Originalsignal aus den zeitdiskreten Sampling-Werten zu rekonstruieren, kann es vorkommen, dass dies durch Aliasing-Effekte z. B. mit der doppelten Periodendauer rekonstruiert wird.

### Film und Fernsehen
Durch Überlagerungen der Drehzahl von in Film oder Fernsehen dargestellten rotierenden Teilen (zum Beispiel ein sich drehendes Speichenrad) mit der Bildfolgefrequenz kann es scheinen, dass die Bewegung langsamer oder in der entgegengesetzten Drehrichtung erscheint (Wagenradeffekt).
Flimmerfreiheit wird bei Film und Fernsehen trotz der nur mit 16, 24, 25 oder 30 Hz wechselnden Bildinhalte dadurch erreicht, dass zwei- oder dreimal hintereinander das gleiche Bild gezeigt wird.

### Schallplatte
Um Schallplatten in der richtigen Geschwindigkeit abzuspielen, muss die Drehzahl des Plattentellers der vorgesehenen Drehzahl der Platte entsprechen. Um die Drehzahl als Nutzer kontrollieren zu können, besitzen viele Plattenteller eine stroboskopische Vorrichtung: Eine meist an der Netzwechselspannung betriebene Glimmlampe beleuchtet Linienmuster aus Kreissektor-Abschnitten entlang des Umfangs, deren Linienanzahl so gewählt ist, dass das Muster bei exakter Drehzahl stillzustehen scheint. Bei zu geringer Drehzahl bewegt sich das Muster scheinbar langsam rückwärts, bei zu hoher dagegen vorwärts.